# 9365 Chinesewilson
9365 Chinesewilson este un asteroid din centura principală de asteroizi.

## Descriere
9365 Chinesewilson este un asteroid din centura principală de asteroizi. A fost descoperit pe 2 septembrie 1992 la Observatorul La Silla de Eric Walter Elst. El prezintă o orbită caracterizată de o semiaxă mare de 2,27 ua, o excentricitate de 0,08 și o înclinație de 4,0° în raport cu ecliptica.